# 아홉 여왕들
아홉 여왕들(Nueve Reinas, Nine Queens)은 아르헨티나에서 제작된 파비언 비린스키 감독의 2000년 영화이다. 가스톤 폴스 등이 주연으로 출연하였고 파블로 보시 등이 제작에 참여하였다.

## 출연

### 주연
- 가스톤 폴스
- 리카도 다린

### 조연
- 레티시아 브레디세
- 토마스 폰지
- 가브리엘 코레아
- 포치 듀카세
- 에르네스토 아리아스
- 오스카 누네즈
- 이그나시 아바달
- 안토니오 우고
- 리카르도 디아즈 모우렐레
- 노르베토 아르쿠신
- 롤리 세라노

## 제작진
- 배역: 마틴 카란자